# Лисино-Корпус
Ли́сино-Ко́рпус — посёлок в Тосненском районе Ленинградской области. Административный центр Лисинского сельского поселения. С середины XIX века Лисино-Корпус является учебно-опытной базой для подготовки специалистов по лесному хозяйству.

## Название
По существующей версии[какой?] Лисино получило своё название от местности  с обитавшими в большом количестве лисами. Вторая часть топонима — Корпус произошло от основанного в 1834 году Егерского училища — учебного заведения Корпуса лесничих. Так как название Лисино в данной местности было весьма распространённым (так называлось ещё несколько окрестных деревень), в XIX веке для идентификации населённого пункта неофициально использовались наименования Ли́синский Ко́рпус, части тосненского лесного массива — Ли́синская Да́ча, учебного хозяйства — Ли́синское учебное лесничество. Официально название Лисино-Корпус стало использоваться не ранее 1940-х годов.

## История
Сельцо Лисино, «а в нём храм Успенья Пресвятой Богородицы», деревня в Кирпуеве Лустово и деревня Ненекала, упоминаются в Дозорной книге Водской пятины Корельской половины 1612 года в Никольском Ижорском погосте Ореховского уезда.
В 1623 году по королевскому указу Густава II Адольфа Ингерманландия была разделена на отдельные лютеранские приходы в границах бывших новгородских погостов; в числе прочих был образован и лютеранский приход Лииссиля.
На карте Ингерманландии А. И. Бергенгейма, составленной по шведским материалам 1676 года, упоминается деревня Neinkala.
На шведской «Генеральной карте провинции Ингерманландии» 1704 года — деревня Nannekyla.
Деревня Наинекила упоминается на «Географическом чертеже Ижорской земли» Адриана Шонбека 1705 года.
В 1834 году близ неё, при реках Лустовке и Лаузе, было учреждено село Лисинское учебное лесничество, для практических занятии воспитанников Санкт-Петербургского лесного института. 

ЛИСИНО — мыза, а при ней деревня ЛИСИНО, принадлежит Родофинникину, действительному статскому советнику, число жителей по ревизии: 56 м. п., 76 ж. п.
В ней деревянная лютеранская кирха.

ЛУСТОВКА — деревня, принадлежит ведомству учебного Лисинского лесничества, число жителей по ревизии: 10 м. п., 17 ж. п.
При сей деревне корпус учебного Лисинского лесничества.

НЕНИКУЛЬ — деревня, принадлежит Штигельмана, действительного статского советника наследникам, число жителей по ревизии: 13 м. п., 9 ж. п. (1838 год)

На этнографической карте Санкт-Петербургской губернии П. И. Кёппена 1849 года обозначена деревня «Nenikkälä», расположенная в ареале расселения эвремейсов. В пояснительном тексте к этнографической карте она записана как Nenikkälä (Ненникуль) и указано количество её жителей на 1848 год: эвремейсов — 17 м. п., 27 ж. п., всего 44 человека.

ЛИСИНО — деревня Ведомства учебного лесничества, по просёлочной дороге, число дворов — 10, число душ — 34 м. п. (1856 год)

14 октября 1862 года был освящён новый каменный храм в честь праздника Происхождения Честных Древ Животворящего Креста Господня, возведённый по проекту известного архитектора Николая Леонтьевича Бенуа, для воспитанников и служащих учебного лесничества и учащихся егерского училища.

ЛИСИНСКОЕ УЧЕБНОЕ ЛЕСНИЧЕСТВО — ведомства Министерства государственного имущества при речке Лустовке, число дворов — 14, число жителей: 376 м. п., 85 ж. п.; 
Церковь православная и часовня. Кондукторское и егерское училище. Императорский охотничий павильон. 

ЛИСИНО — деревня ведомства Лисинского учебного лесничества при речке Лустовке, число дворов — 5, число жителей: 24 м. п., 21 ж. п. 

НЕНИКЮЛЬ — деревня ведомства Лисинского учебного лесничества при речке Лустовке, число дворов — 10, число жителей: 34 м. п., 36 ж. п. (1862 год)

Сборник Центрального статистического комитета описывал эти деревни так:

ЛИСИНО — деревня бывшая государственная при речке Лустовке, дворов — 8, жителей — 60; волостное правление (до уездного города 39 вёрст), 3 лавки, постоялый двор. В ½ версты — церковь православная, часовня, богадельня, лесное училище, школа, лазарет, лавка, постоялый двор.

НЕНИКЮЛЬ — деревня бывшая государственная при речке Лустовке, дворов — 14, жителей — 102; лавка, постоялый двор. (1885 год)

В конце XIX — начале XX века деревни административно относились к Лисинской волости 1-го стана Царскосельского уезда Санкт-Петербургской губернии.

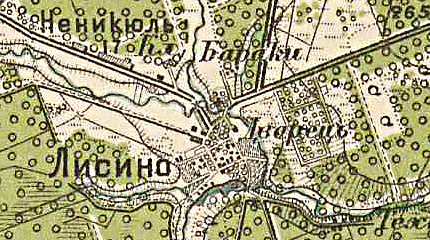
План деревни Лисино. 1913 год

### Лесное училище
Генеральным межеванием 1787 года часть тосненского лесного массива под названием Лисинская Дача была отделена от окружавших её частновладельческих земель. По произведённой тогда съёмке общая площадь Лисинской Дачи была равна 28 502 га. В 1805 году Лисинская Дача из управления уделов (императорские земли) была передана в ведение лесного департамента Министерства финансов: тогда произвели новую съёмку и закрепление границ, было образовано казённое лесничество, учреждена местная администрация.
В 1835 году в Лисино была открыта егерская школа с двухлетним курсом для подготовки лесников. В ней готовились первые проекты лесоустройства и лесной мелиорации, новые системы рубок, были созданы лесной питомник, специальные лесные машины и разработана система комплексной переработки древесины и хвои. 
30 июля 1846 года в каменном здании школы была освящена православная церковь в честь Происхождения Честных Древ Честного и Животворящего Креста.  
В 1861 году начальствующий состав в Лисинском учебном лесничестве выглядел так:
- Директор — полковник Лев Иванович Чарторижский.
- Старший Учёный Лесничий — капитан Август Фёдорович Эрдман
- Командир Егерского Училища — подполковник Самуил Гаврилович Яроцкий
- Преподаватель Лесных наук в Егерском Училище — поручик Адам Феликсович Павлович
- Заведующий отделением Кондукторов — поручик Герман Васильевич Бретшнейдер 2-й
- Полициймейстер заведения — капитан Николай Иванович Уило
- Лесничий южной дистанции — подпоручик Вильгельм Андреевич Беккер
- Врач Лесничества — коллежский асессор Григорий Матвеевич Матвеев
- Заведующий аптекой — коллежский регистратор Фёдор Давыдович Лецениус
- Делопроизводитель — губернский секретарь Константин Фёдорович Селёдков
- Казначей и Бухгалтер — коллежский секретарь Карл Васильевич Гарф
- Архитектор заведения — коллежский секретарь Владимир Петрович Кондратьев
- Эконом заведения — коллежский регистратор Александр Григорьевич Сорокин
- Преподаватель съёмки — Карл Давидович Риддерстрём
- Обер Егерь — Оскар Оттонович Кригер

Почти все имели государственные награды, ордена и медали.
В 1869 году Лисинская егерская школа была переименована в Лисинское лесное училище.

Здание Лесного училища, современный вид
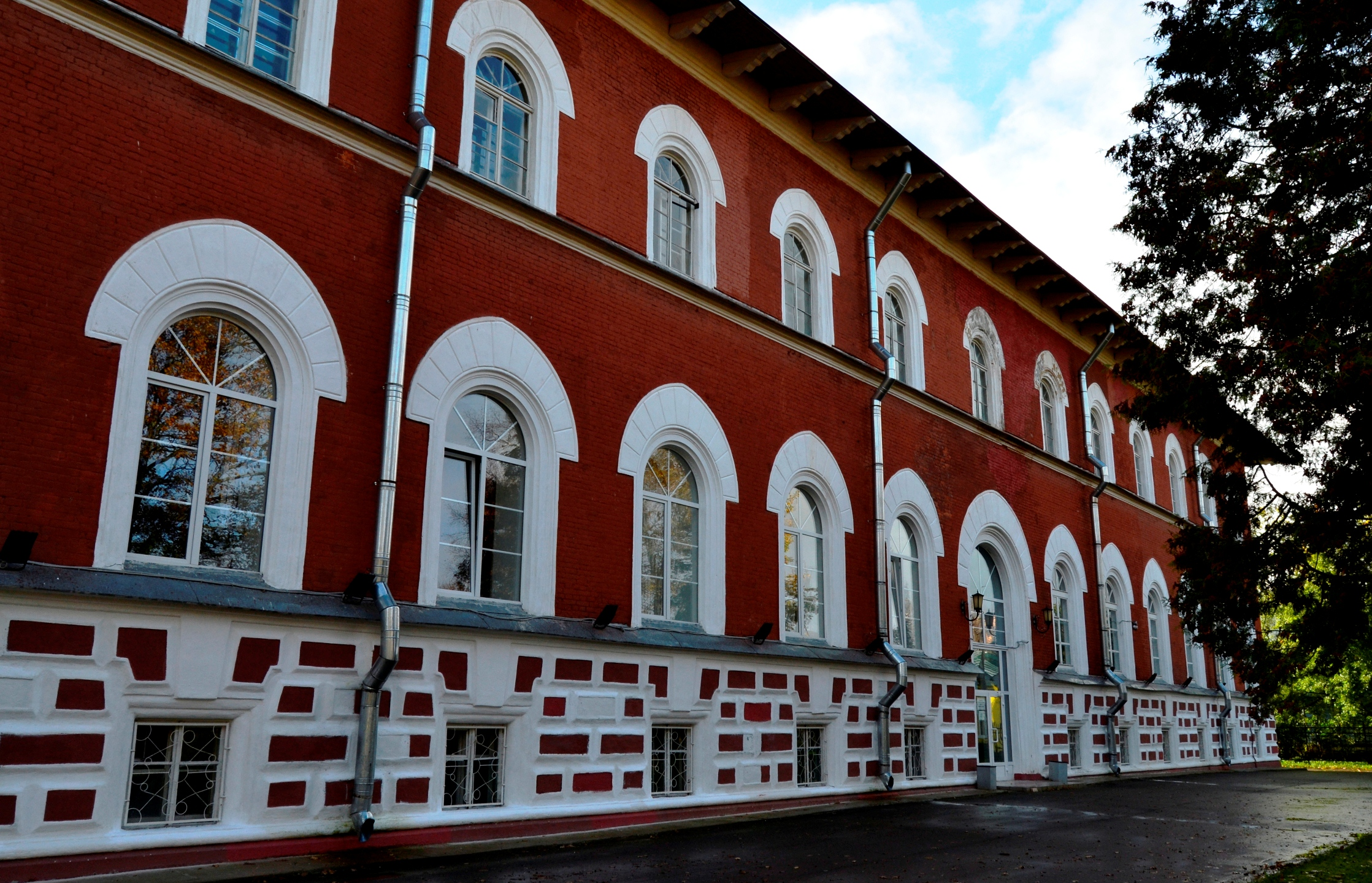
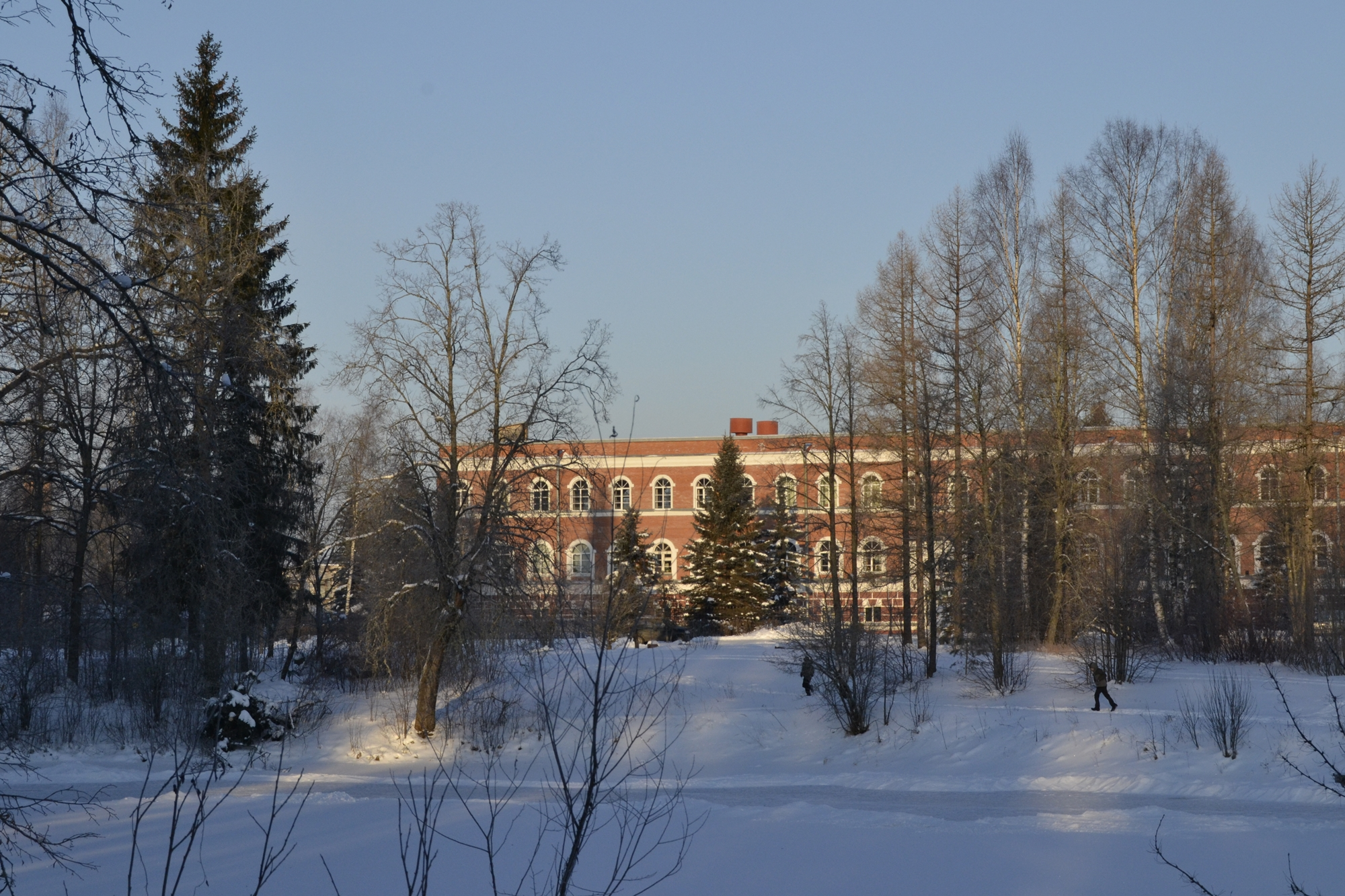
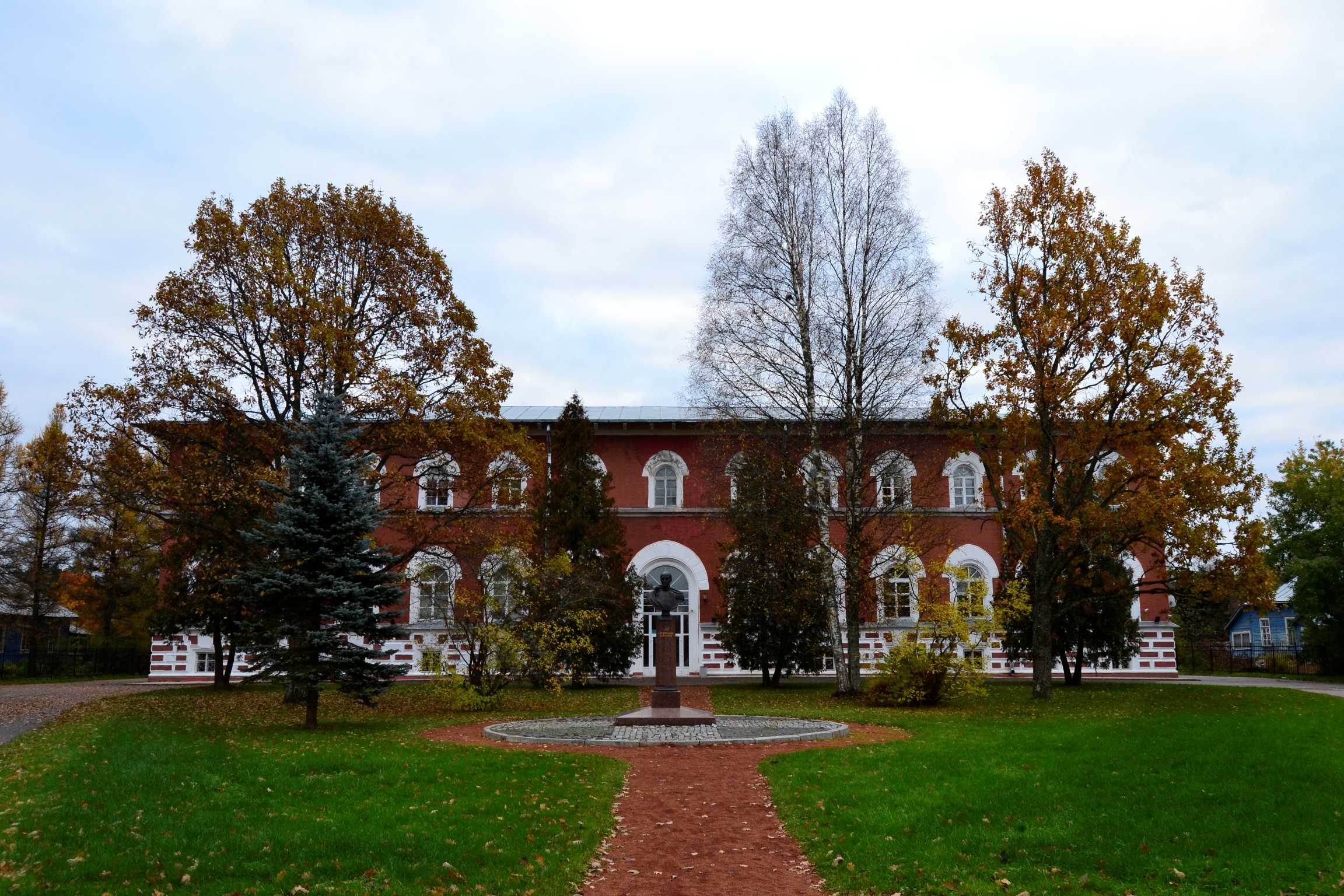

### Императорская охота
В 1846 году территория Лисинской лесной дачи была выделена под охотничьи угодья Императорского двора. Особая территория вблизи Лисино была отведена под зверинец, где разводились кабаны, косули, лани, были также завезены олени и беловежские зубры. Лисино было излюбленным местом охоты императора Александра II. Он особенно любил зимнюю охоту на медведей. Вместе с императором в Лисино на охоту часто приезжал придворный художник Михай Зичи. В 1860 году в Лисино был построен Охотничий дворец по проекту Н. Бенуа. После смерти Александра II этот дворец обычно пустовал. Александр III бывал в Лисино, но редко. При Николае II в Лисино временами охотились великие князья и их родственники.

Лисинский охотничий дом
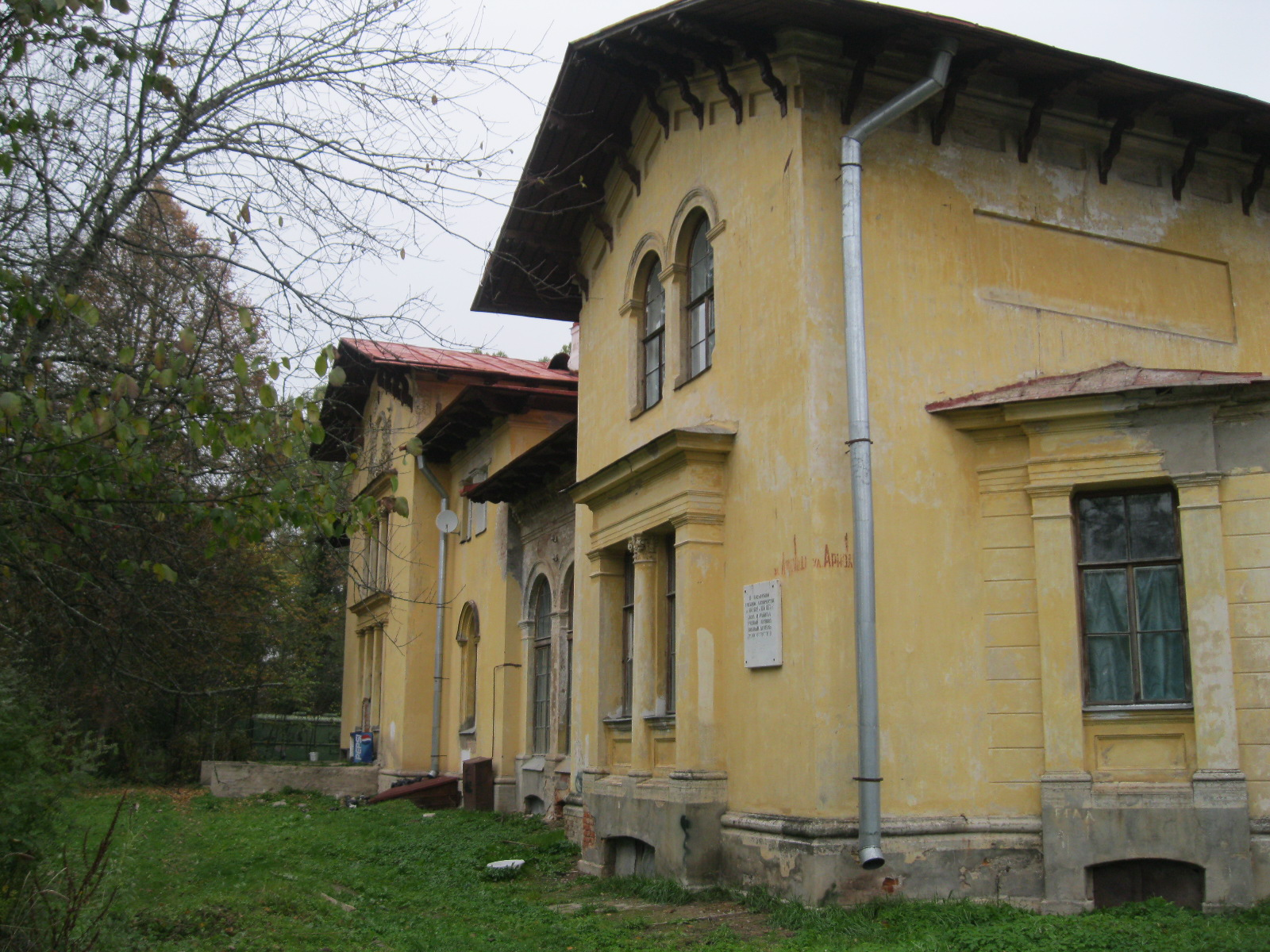
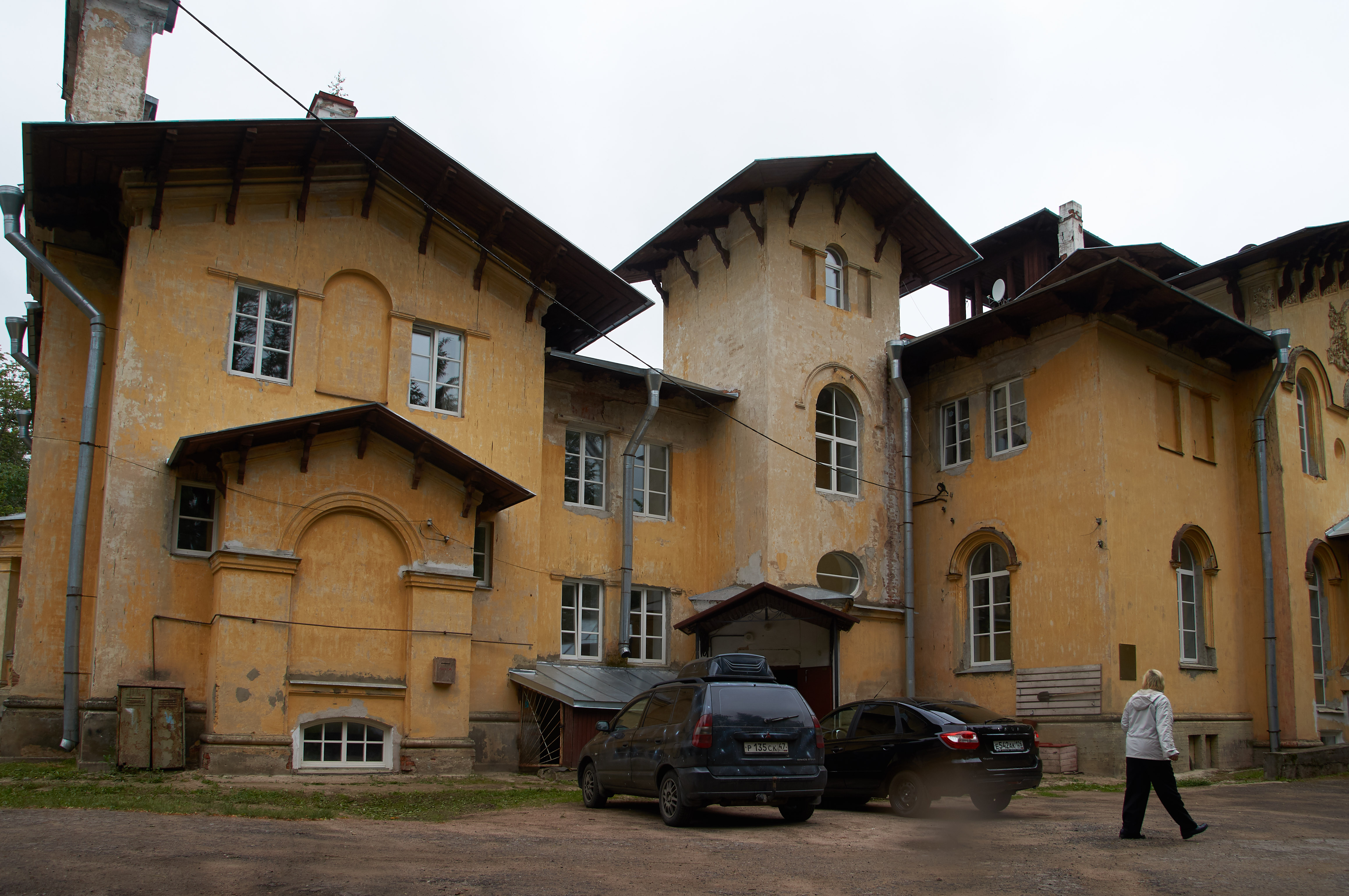
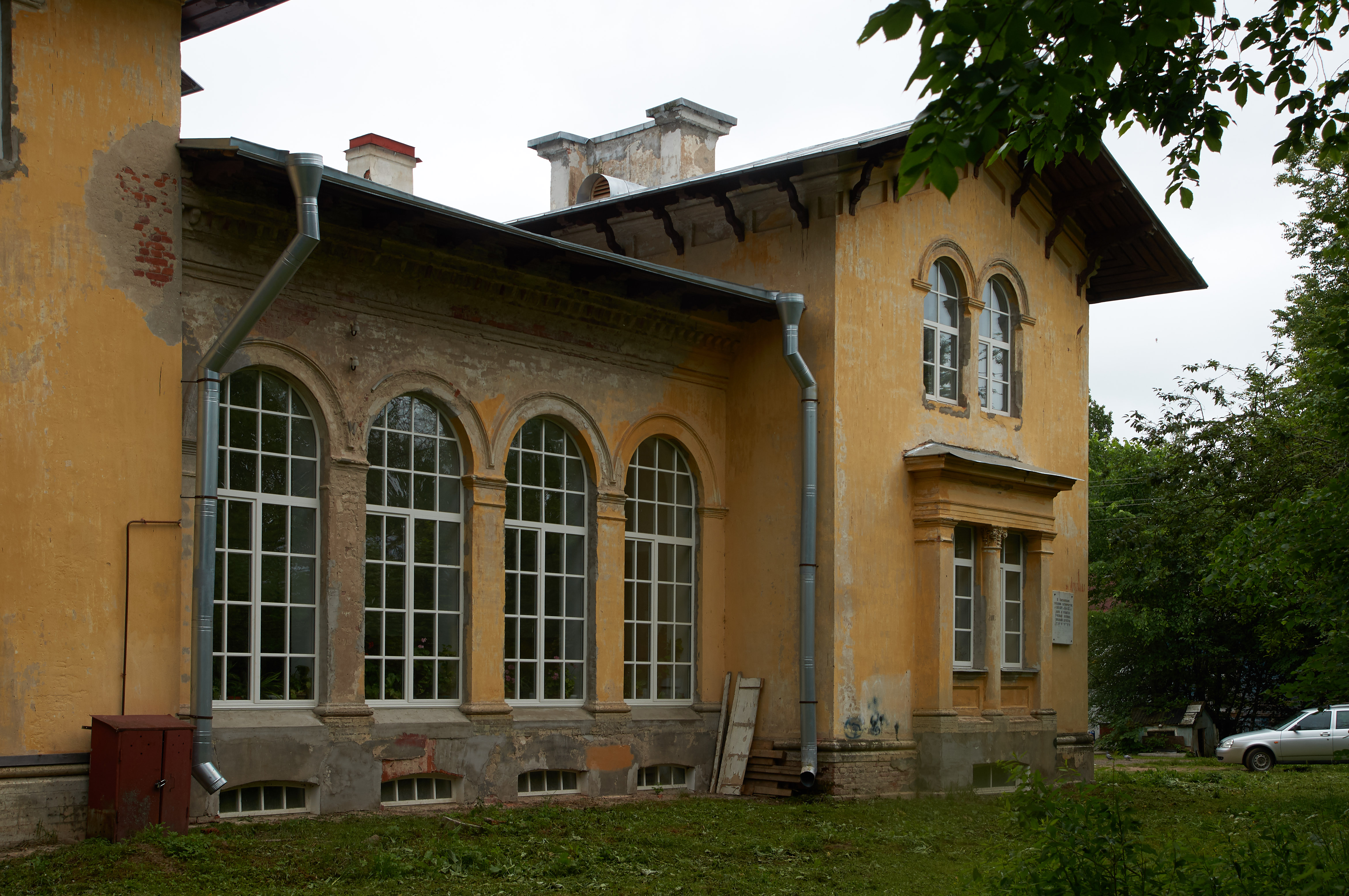

### XX век
К 1917 году в деревне Лисино насчитывалось 7 крестьянских дворов, а в деревне Неникюль — 9.
С 1917 по 1927 год деревня Лисино была административным центром Лисинской волости.
С 1917 по 1923 год деревня Лисино входила в состав Лисинского сельсовета Лисинской волости Детскосельского уезда.
С 1923 года в составе Гатчинского уезда.
С 1924 года в составе Машинского сельсовета.
С 1927 года в составе Детскосельского района.
С 1930 года в составе Тосненского района.

План деревни Лисино. 1931 год

Согласно топографической карте 1931 года в деревне Неникюль был организован колхоз имени Молотова.
По данным 1933 года деревня Лисино являлась административным центром Машинского сельсовета Тосненского района, в который входили 6 населённых пунктов.
По данным 1936 года в состав Машинского сельсовета с административным центром в деревне Лисино входили 7 населённых пунктов, 211 хозяйств и 4 колхоза.

План посёлка Лисино-Корпус. 1939 год

Согласно топографической карте 1939 года деревня Неникюль насчитывала 41 двор, Лисино-Корпус — 20, в последнем находилось почтовое отделение.
Деревня была освобождена от немецко-фашистских оккупантов 28 января 1944 года.
В 1965 году население посёлка Лисино-Корпус составляло 361 человек.
По данным 1966 и 1973 годов посёлок Лисино-Корпус являлся административным центром Машинского сельсовета, в который входили 13 населённых пунктов: деревни Глинка, Машино, Турово; посёлки Лисино-Корпус, Строение; кордоны Верхние Сютти, Костенская дорога, Малиновка, Нижние Сютти, Пери, Сердце, Сютти; ж.д. казарма 61 км.
В состав Машинского избирательного участка № 170/170, образованного перед выборами в Верховный Совет СССР 1970 года, помимо прочих входили деревни Кубуч, Сютти, посёлок Лисинского лесхоза, станция Лустовка.
По данным 1990 года в посёлке Лисино-Корпус проживал 1471 человек. Посёлок являлся административным центром Лисинского сельсовета, в который входили 17 населённых пунктов: деревни Гришкино, Гуммолово, Еглино, Каменка, Машино, Турово, Федосьино; посёлки Лисино-Корпус, Строение; посёлок при станции Кастенская; кордоны Верхние Сютти, Малиновка, Нижние Сютти, Пери, Сердце, Сютти, общей численностью населения 1867 человек.
В 1997 году в посёлке Лисино-Корпус Лисинской волости проживал 971 человек, в 2002 году — 1086 человек (русские — 93 %).
В 2007 году в посёлке Лисино-Корпус Лисинского СП — 883 человека.

## География
Посёлок Лисино-Корпус расположен в западной части района на автомобильной дороге 41А-003 (Кемполово — Выра — Шапки).
Расстояние до районного центра — 18 км.
В посёлке находится железнодорожная станция Лустовка на линии Санкт-Петербург — Великий Новгород.
Через посёлок протекает река Лустовка (бассейн реки Тосна).

## Демография
| 1862 | 2007 | 2010 | 2017 |
| ---- | ---- | ---- | ---- |
| 506  | ↗883 | ↗909 | ↗916 |

## Лисинский лесной колледж
После революция 1917 года усадьба в Лисино была разорена, Лесное училище было закрыто. 
С 1934 по 1941 год в Лисино работал Лисинский лесотехнический техникум, а с 1946 года — Лисинский лесной техникум. 
В 1971 году Лисинский лесной техникум и Тосненский опытно-показательный лесхоз были реорганизованы в Лисинский лесхоз-техникум.
В 1990 году на базе лесхоза-техникума был создан лесной колледж. В настоящее время это ГБУ «Лисинский лесной колледж». В нём обучают техников лесного и лесопаркового хозяйства, вальщиков леса, таксаторов, лесоустроителей. Количество студентов — более 500 человек. На территории колледжа находятся уникальные объекты природы — лесные культуры имени М. В. Проворова, географические культуры, лесные культуры сосны на осушенных землях. Шапкинский лесопитомник лесного колледжа, основанный в 1996 году, является одним из постоянных базисных питомников Ленинградской области. Лисинское учебное лесничество сохраняется в рамках первоначальных границ и является исторической, научной и образовательной комплексной школой подготовки специалистов лесного хозяйства.
Ежегодно в Лисино-Корпусе проходит «Лесной саммит» — выставка, которая показывают ситуацию в «лесной» сфере России.

## Достопримечательности
В посёлке Лисино-Корпус расположены несколько творений выдающегося русского архитектора Н. Л. Бенуа:
- здание Егерского училища (1855)
- здание Императорского охотничьего дворца (1860)
- Храм во имя Происхождения честных древ Честнаго и Животворящего Креста (1862)

После 1917 года здание Охотничьего дворца стало использоваться как студенческое общежитие Лесного института во время летней практики учащихся. В нём также находилась лисинская амбулатория. В 1995 году все исторические постройки Лесного института, в том числе и Охотничий дворец, были внесены в список культурного наследия Российской Федерации. Сейчас здание Охотничьего дворца продолжает находиться в ведении Санкт-Петербургского государственного лесотехнического университета.

## Памятники
- 1 августа 1884 года близ дворца был открыт памятник (бронзовый бюст на круглом гранитном постаменте) императору Александру II. После революции 1917 года он был уничтожен. Сильно повреждённый постамент в 1997 году был обнаружен при рытье канавы и перенесён к местному краеведческому музею, где находится и поныне.
- Памятник (бронзовый бюст) Е. Ф. Канкрину перед зданием Лисинского лесного колледжа. Установлен в 1997 году, скульптор Н. Н. Анциферов. Первый памятник Е. Ф. Канкрину в посёлке Лисино-Корпус был установлен в 1836 году, но в советское время был утрачен.
- Памятник Неизвестному солдату на братской могиле советских воинов 124-й Мгинско-Хинганской стрелковой дивизии, павших при освобождении посёлка от немецких войск в 1944 году.

Памятник Е.Ф. Канкрину
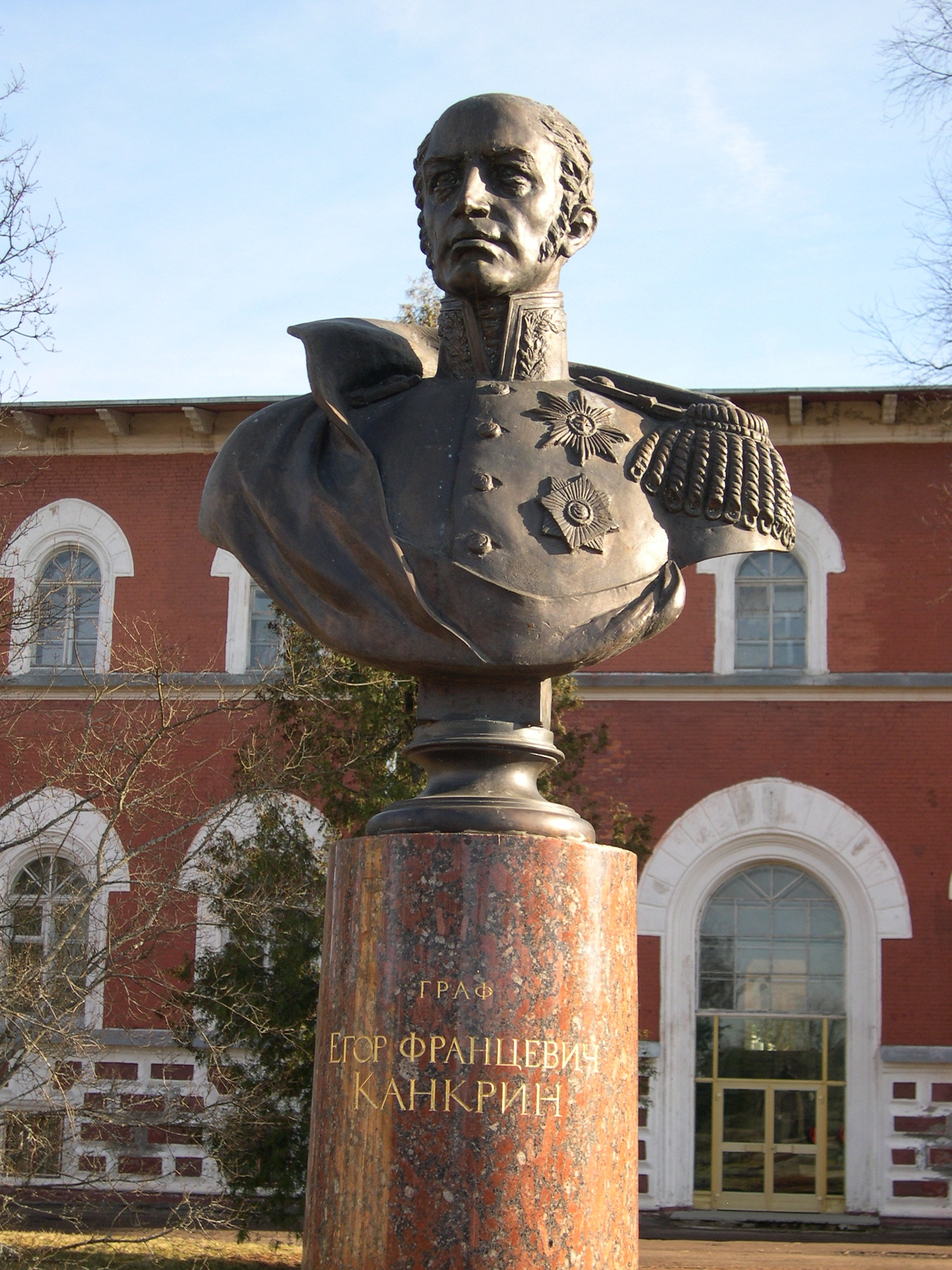
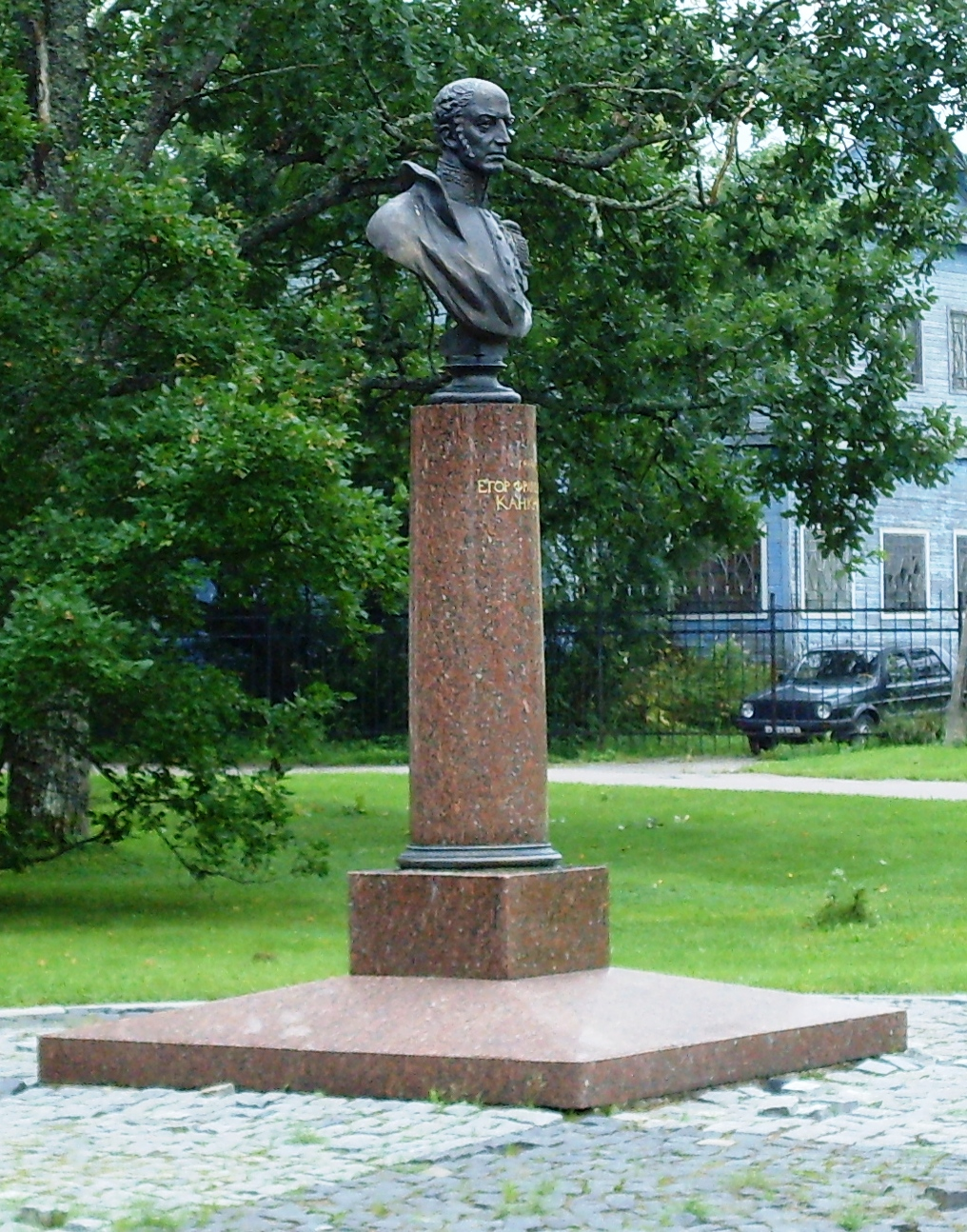
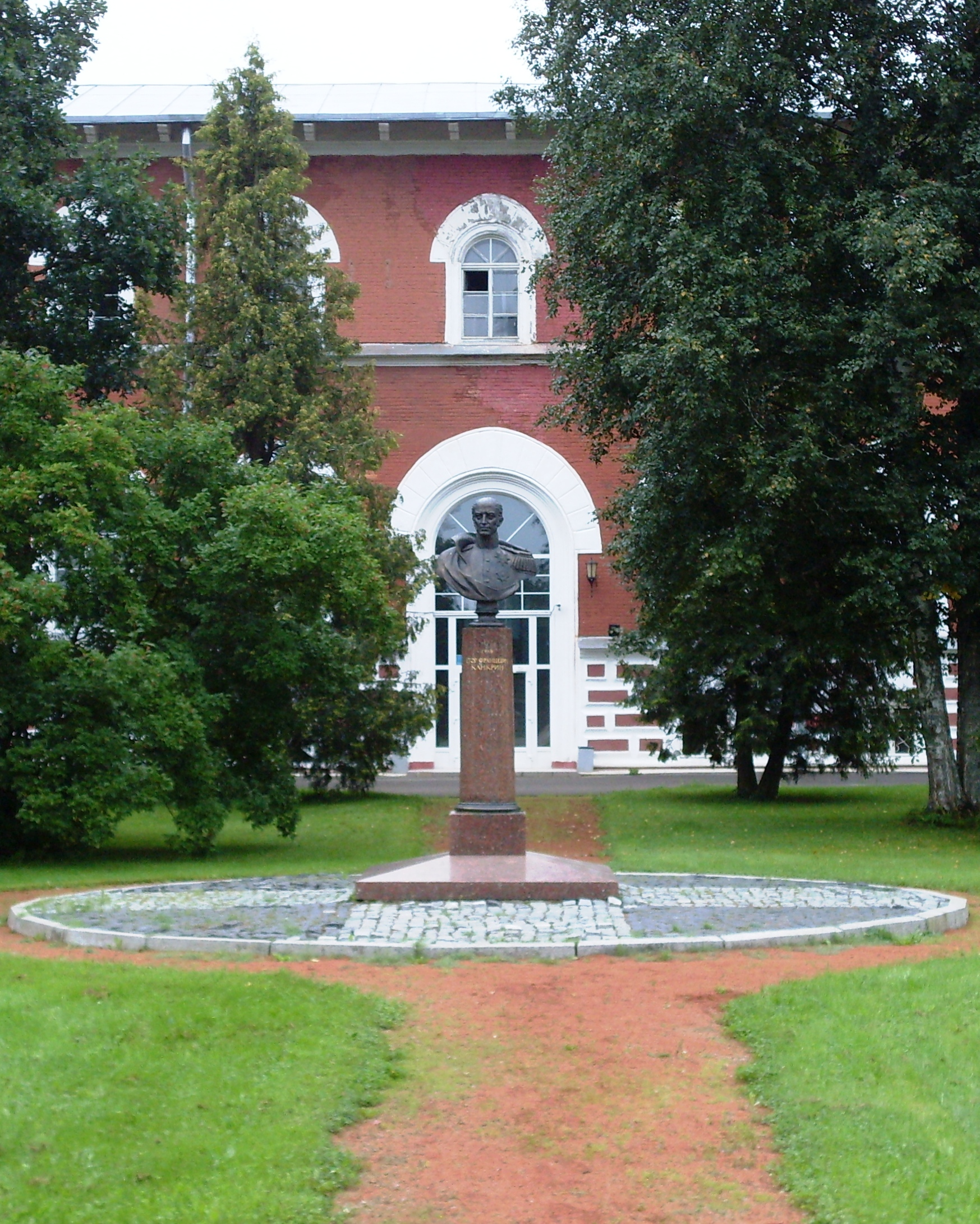

## Улицы
Арнольда, Вокзальная, Детская, Железнодорожная, Заводская, Заречный переулок, Карьерная, Кравчинского, Лесная, Морозова, Полевая, Речная, Садовая, Советская, Советский проспект, Спортивная, Студенческая, Турского, Хвойная, Южная.

Улицы посёлка Лисино-Корпус
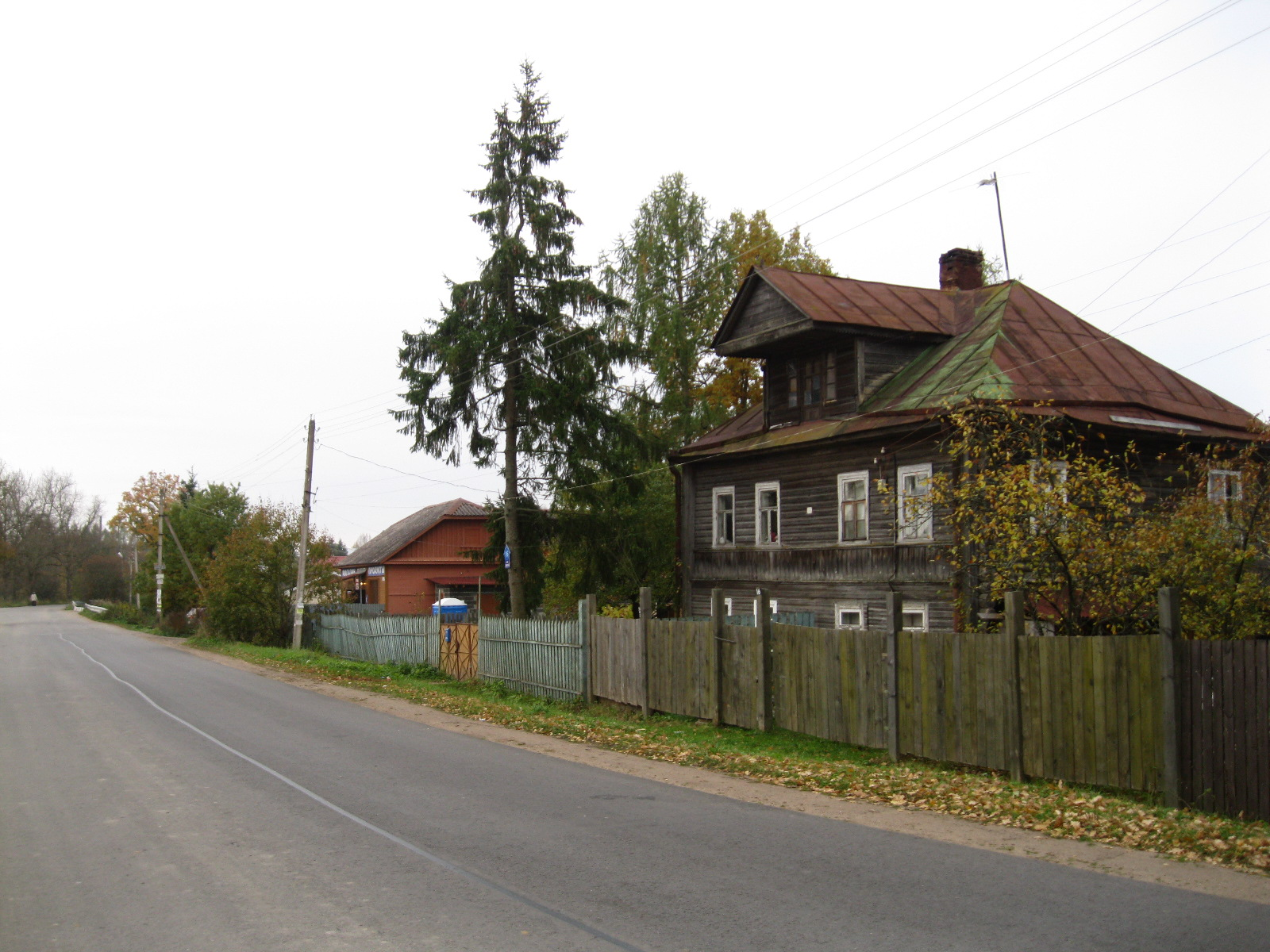
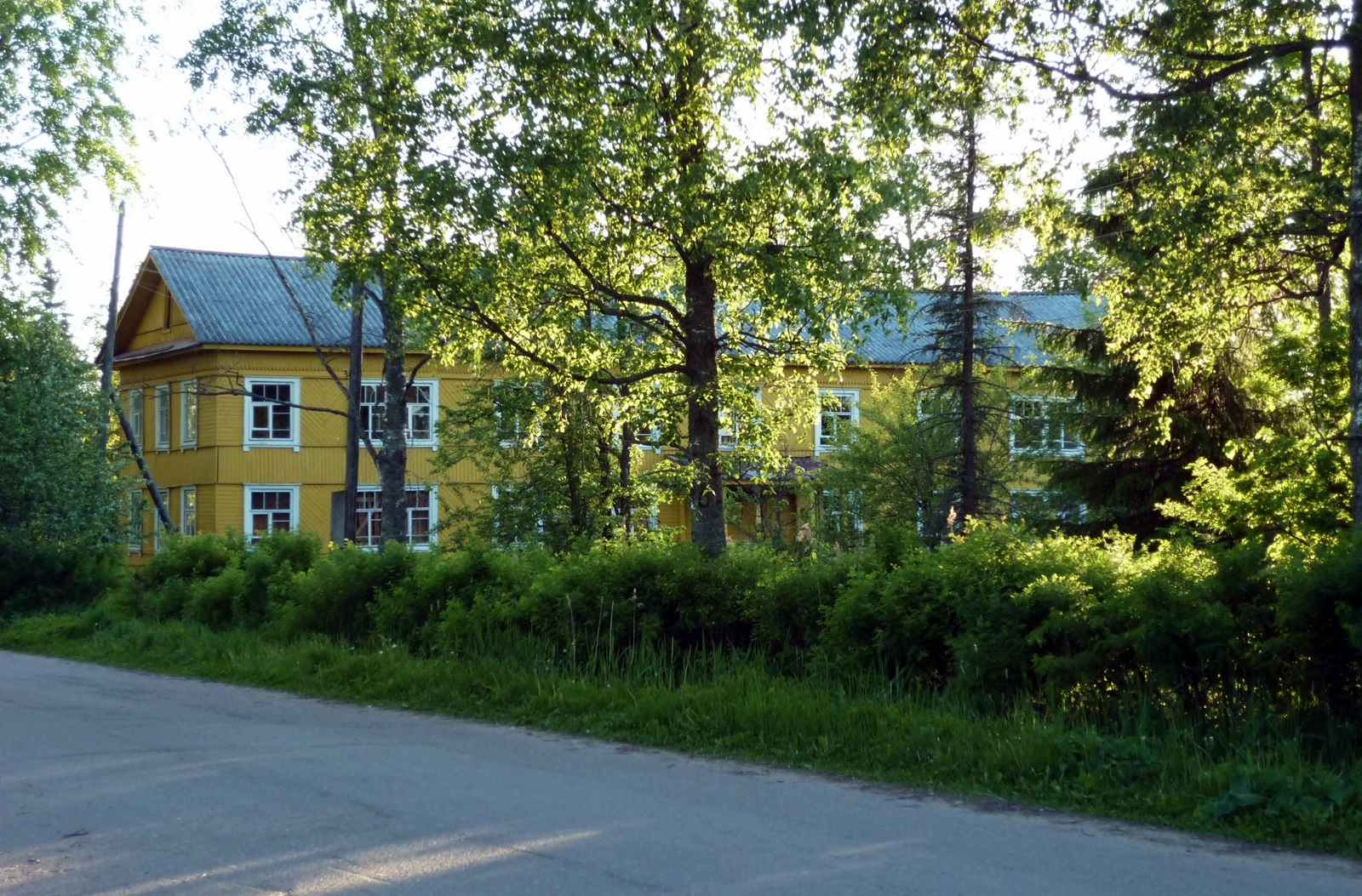
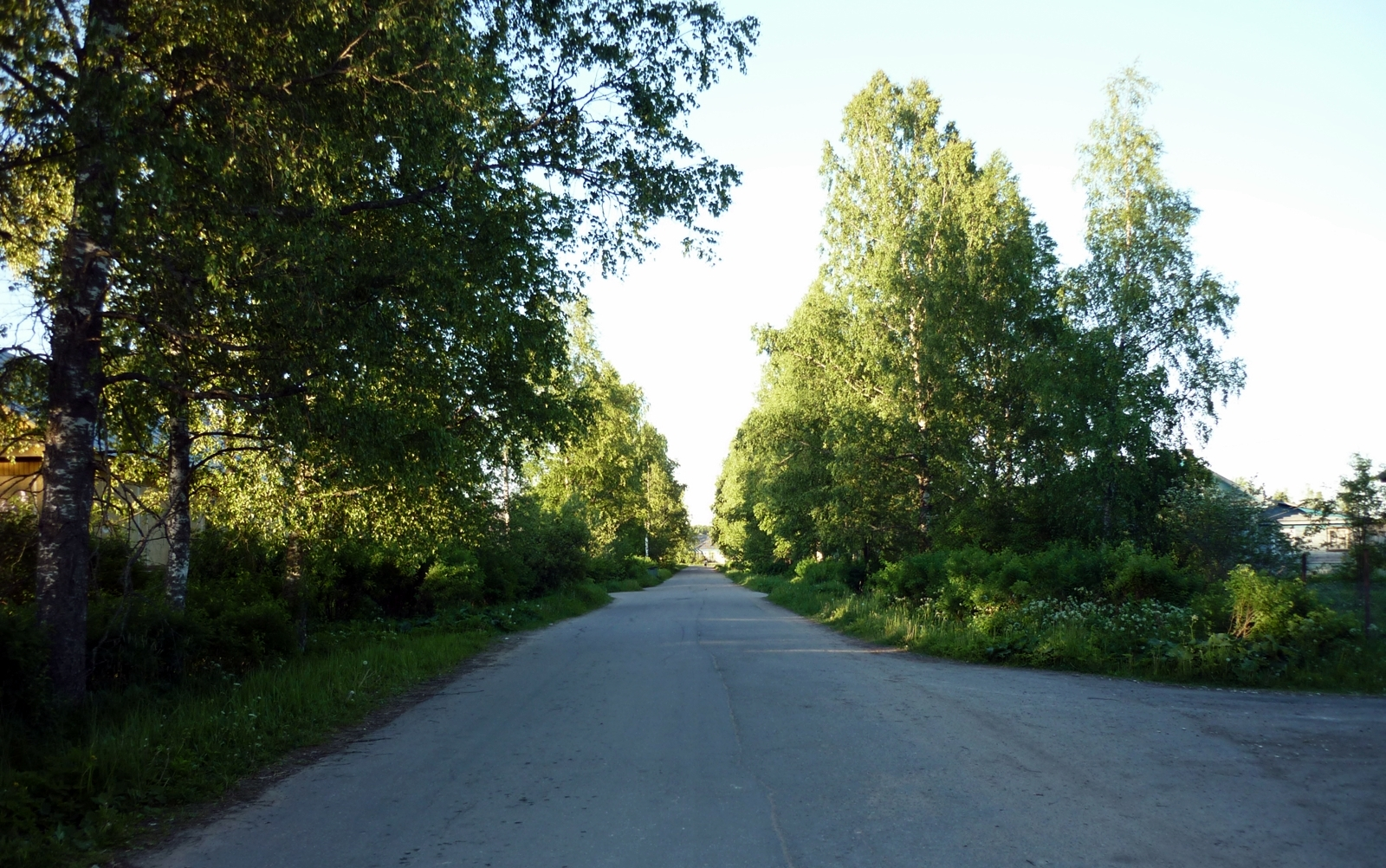